# Стрейчи, Джон
Джон Стрейчи (21 октября 1901 года, Гилфорд — 15 июля 1963 года, Лондон) — британский политик, экономист и писатель, теоретик лейборизма.
Родился в Гилдфорде, Суррей, был сыном Джона Стрейчи, редактора консервативного журнала The Spectator. Получил образование в Итон-Колледже и колледже Магдалины, Оксфорд. В Оксфорде он был редактором, вместе с Робертом Бутби, Oxford Fortnightly Review. Позже сотрудничал в The Spectator.
Стрейчи присоединился к Лейбористской партии в 1923 году и был редактором Socialist Review и The Miner. В 1929—1931 годах был депутатом парламента от лейбористов. Стал парламентским секретарём Освальда Мосли, за которым последовал в Новую партию. Однако когда последняя перешла на фашистские позиции, порвал с ней и начал поддерживать Коммунистическую партию Великобритании, превратившись в марксистско-ленинистского теоретика и одного из инициаторов создания антифашистского Народного фронта в 1936 году. Тогда же с публицистом Виктором Голланцом основал Клуб левой книги (Left Book Club).
После пакта Молотова — Риббентропа отошёл от компартии, во время Второй мировой войны служил в британских ВВС.
После возвращения в Лейбористскую партию, избирался депутатом парламента (1945—1963). В 1946—1950 годах был министром продовольствия Великобритании, в 1950—1951 годах — военным министром. С 1946 года также был тайным советником.
Являлся сторонником идей Дж. М. Кейнса и теории олигополии. В своих работах утверждал, что в условиях современного капитализма закон прибавочной стоимости и всеобщий закон накопления утратили силу. Выступал за добровольную деколонизацию.
В 1933 году женился на Селии Симпсон, от этого брака родились сын и дочь.